# Gare de Gilsdorf
La gare de Gilsdorf était une gare ferroviaire luxembourgeoise de la ligne d'Ettelbruck à Grevenmacher, située dans la localité de Gilsdorf, sur le territoire de la commune de Bettendorf, dans le canton de Diekirch.
C'était une gare voyageurs de la Société nationale des chemins de fer luxembourgeois (CFL), avant sa fermeture en 1964.

## Situation ferroviaire
Établie à 189 mètres d'altitude, la gare de Gilsdorf était située au point kilométrique (PK) 2 de la ligne d'Ettelbruck à Grevenmacher, entre la  gare de Diekirch et la gare aujourd'hui fermée de Bettendorf.

## Histoire
La gare de Gilsdorf est mise en service par la Compagnie des chemins de fer Prince-Henri, lors de l'ouverture à l'exploitation de la section de Diekirch à Echternach de la ligne d'Ettelbruck à Grevenmacher le 8 décembre 1873.
La gare est fermée le 27 mai 1964, en même temps que le trafic voyageurs sur la section Diekirch-Echternach de la ligne d'Ettelbruck à Grevenmacher.

## Service des voyageurs
Gare fermée depuis le 27 mai 1964. Il ne reste plus aucun vestige de la gare, en revanche le bâtiment du café de la gare voisin existe toujours.